# Чернев, Леонид Евгеньевич
Леонид Евгеньевич Чернев (17 июня 1954, Пенза, Пензенская область, РСФСР, СССР — 12 июля 2016, Пенза, Пензенская область, Россия) — советский радиоинженер, российский предприниматель и деятель телевидения, основатель первого негосударственного телеканала в Пензе — «Наш дом».

## Биография
Леонид Евгеньевич Чернев родился 17 июня 1954 года в Пензе.
В 1983 году окончил Пензенский политехнический институт по специальности «радиотехника». В 1974 году начал трудовую деятельность, поступив на работу на кафедру радиотехники Пензенского политехнического института, где был лаборантом, а затем инженером. В 1975 году стал работать во дворце культуры «Заря» при Пензенском часовом заводе, где активно занимался радиоспортом на базе областного комитета ДОСААФ. В том же году стал руководителем коллективной радиостанции «UZ4FWO», фактически создав пензенскую школу радиоспорта. В 1977 году трудился инженером в воинской части 67731.
С 1980 года операторы радиостанции «UZ4FWO» более 20 раз становились победителями и призёрами соревнований, как на международном, так и на союзном уровне. В 1983 году Чернев стал судьёй республиканской категории по радиоспорту. В том же году за разработку и изготовление конструкции «Программируемый датчик кода „МОРЗЕ“ — ПДКМ-2», представленный на всемирной выставке средств связи «ТЕЛЕКОМ-83» в Женеве, Чернев был отмечен наградами, дипломами и грамотами центрального комитета ДОСААФ, выставочного комитета всесоюзной выставки творчества радиолюбителей-констукторов ДОСААФ, Федерации радиоспорта СССР и Центрального радиоклуба СССР имени Э. Т. Кренкеля. В 1984 году получил звание «Мастер спорта СССР международного класса».
В 1985 году стал первым директором Пензенской детско-юношеской объединённой спортивно-технической школы по радиоспорту, образованной на базе коллективной радиостанции. Вместе с товарищами активно участвовал в соревнованиях, был рационализатором и конструктором, изготавливал и внедрял новую радиотехнику. В 1985 году за достижение высоких показателей в рационализаторской работе был награждён грамотой центрального комитета ДОСААФ. Отойдя от дел, в дальнейшем не забыл о школе и оказывал ей помощь в качестве мецената. В среде радиолюбителей имел позывной — «UA4FB».
Начав заниматься бизнесом, первые деньги сделал на организации производства жестяных крышек для консервирования и их продаже домохозяйкам. В 1992 году стал директором областного спортивно-технического радиоклуба «Спорттехника», а в 1993 году занял должность генерального директора АООТ «Спорттехника» (в дальнейшем — ОАО «Спорттехника»). Поначалу компания занималась поставками гоночных машин, мотоциклов, радиотехники, спортивных винтовок и различного инвентаря для ДОСААФ, а затем стала одним из крупнейших торговых предприятий региона. В дальнейшем стал председателем совета директоров ОАО «Промэлектроника» и ОАО «Электромеханика», членом советов директоров ОАО «Губернский Банк „Тарханы“» и ОАО «Универсам 175». Был обладателем большого капитала, точный размер которого остался неизвестным. В 1997 году стал сооснователем пивоваренной компании «Старый пивовар», старейшего в регионе производителя напитков, для которого построил завод.
В 1995 году создал телерадиокомпанию «Наш дом», ставшую первым негосударственным предприятием такого рода в Пензе и известную в дальнейшем как «11 канал». В 1996 году стал председателем правления входивших в холдинг телеканалов «11 канал» и «35 канал», радиостанций «Европа Плюс — Пенза» и «Русское радио — Пенза». Также являлся основателем издательства и типографии «Наш дом», еженедельника «Пенза плюс ТВ», портала «Пензаинформ», возродил областную газету «Молодой ленинец», создал бизнес-центр «Сокол», проводил масштабные городские праздники. На уровне региона назывался в числе самых влиятельных людей вообще, так и бизнесменов в частности. По широте бизнес-интересов Чернев сравнивался с Б. А. Березовским.
«Если какое-либо событие не было показано на „11 канале“, значит, этого события и не было!».
На протяжении многих лет Чернев был бессменным руководителем крупнейшего в области частного медиахолдинга, контролирующего около трети информационного пространства региона и являлся единственным крупным предпринимателем Пензы, имеющим свой телеканал. В эти годы телекомпания стала по-настоящему народной для пензенцев всех возрастов и социальных групп. Чернев активно участвовал в создании концепции телеканала и лично придумал десятки передач, в том числе и программу «Проснись и пой», с которой начинается утро жителей Пензенской области. По отзывам коллег, он был талантливым руководителем, обладавшим уникальными организаторскими и творческими способностями, но при этом чутким и внимательным человеком. Поставив работу канала в стиле «НТВ», Чернев практически создал свою собственную школу журналистики, отличающуюся оперативностью, независимостью и неангажированностью; среди сотрудников канала было много его учеников по радиошколе. Многие из подопечных Чернева впоследствии стали звёздами российского телевидения, например, М. Э. Ситтель и Е. Г. Рожков.
В 1996 году выдвигался на выборы депутатов Пензенской городской думы, но не прошёл. В 2008—2011 годах на общественных началах был помощником депутата Государственной думы V созыва С. Н. Егорова.
Леонид Евгеньевич Чернев скончался 12 июля 2016 года в Пензе после продолжительной болезни. Онокологическим заболеванием страдал ещё с 2009 года. Свои соболезнования выразили губернатор Пензенской области И. А. Белозерцев, председатель Законодательного собрания региона В. К. Лидин, глава Пензы В. П. Савельев и глава администрации города В. Н. Кувайцев. Прощание прошло 14 июля в городской школе искусств им. Ю. Е. Яничкина (ДК «Заря»). Похороны состоялись в тот же день на Новозападном кладбище.

## Награды
- Памятный знак «За заслуги в развитии города Пензы» (30 мая 2014 года) — «за многолетний добросовестный труд, успехи в сфере предпринимательской деятельности, большой личный вклад в развитие пензенской журналистики, достоверное освещение деятельности органов местного самоуправления, социально-экономической, культурной и спортивной жизни города Пензы»[37].
- Почетная грамота Законодательного собрания Пензенской области, благодарственное письмо губернатора Пензенской области[1].

## Личная жизнь
Был непохож на «стандартного» бизнесмена и вёл закрытый образ жизни. Не был публичной личностью и избегал телекамер. Не был женат, детей не имел. Жил в двухкомнатной квартире с матерью, Лидией Никандровной. В начале 2000-х годов ездил на старом «Москвиче», а позднее и вовсе не имел машины

## Память
В 2017 году памяти Чернева были посвящены дни активности радиолюбителей Пензенской области. В 2018 году мемориальная доска в память о нём была открыта на здании телерадиокомпании «Наш дом».